# خانم صاحبخانه (فیلم)
خانم صاحبخانه (ایتالیایی: L'affittacamere) یک فیلم کمدی ایتالیایی به کارگردانی ماریانو لائورنتی است که در سال ۱۹۷۶ منتشر شد.

## بازیگران
- گلوریا گویدا
- لینو بانفی
- انتسو کاناواله
- ویتوریو کاپریولی
- آدولفو چلی
- جانکارلو دتوری
- جوزپه پامبیری
- لوچانو سالچه
- جولیانا کالاندرا
- وینچنتسو کروچیتی